# Les Clotes (Sant Hilari Sacalm)
Les Clotes és una masia de Sant Hilari Sacalm (Selva) inclosa a l'Inventari del Patrimoni Arquitectònic de Catalunya.

## Descripció
Masia aïllada, situada a 3 km de Sant Hilari Sacalm.
Edifici amb planta baixa i dos pisos, golfes, pallissa i altres edificacions annexes. Ràfec de fusta i coberta a doble vessant i amb teula àrab.
La casa ha canviat bastant d'aspecte com a resultat de les múltiples reformes que ha patit. A la façana principal hi ha la porta d'entrada en arc rebaixat. La resta d'obertures són quasi totes en arc pla i sense cap peculiaritat.
Tota la façana està arrebossada i pintada d'un color ocre, excepte la façana posterior que deixa veure la pedra.

## Història
Les seves característiques arquitectòniques ens fan pensar que la masia pot ser del segle xix.
L'any 1944 (data que hi ha a la part superior del portal) es varen dur a terme importants reformes, i posteriorment quan es convertí en granja s'hi van construir edificacions annexes.